# Ца-Ведено
Ца-Ведено (рос. Ца-Ведено) — село у Веденському районі Чечні Російської Федерації.
Населення становить 1285 осіб. Входить до складу муніципального утворення Ца-Веденське сільське поселення.

## Історія
Згідно із законом від 20 лютого 2009 року органом місцевого самоврядування є Ца-Веденське сільське поселення.

## Населення
| 2002 | 2010  |
| ---- | ----- |
| 1478 | ↘1285 |